# Tu bandera es un lampo de cielo
Tu bandera es un lampo de cielo este imnul național al Hondurasului.